# Рік без кохання
«Рік без кохання» (ісп. Un año sin amor) — аргентинський фільм-драма 2005 року, поставлений режисеркою-дебютантом Анахі Бернері. Стрічка знято за сценарієм Бернері та Пабло Переса, що є адаптацією автобіографічного роману останнього . Фільм брав участь у багатьох кінофестивалях ЛГБТ-фільмів, здобувши кілька кінонагород, в тому числі премію Тедді за найкращий художній фільм на 55-му Берлінському міжнародному кінофестивалі .

## Сюжет
Пабло — молодий письменник-початківець, що мріє одного прекрасного дня опублікувати свої роботи. Попри те, що у чоловіка є декілька друзів, він дуже самотній. У Пабло ВІЛ-позитивний статус, але він досі відмовляється починати лікування, частково через страх наслідків і ускладнень, до яких може привести терапія.
Замість цього молодий чоловік занурюється у світ випадкових знайомств через інтернет, кінотеатрів для геїв і секс в темних кімнатах. Пабло поринає з головою у світ садомазохізму, біль примушує його забути про проблеми із здоров'ям. Коли лікар переконує його, що необхідно негайно почати лікування, Пабло намагається визначитися: далі продовжувати згубний спосіб життя або дати собі ще один шанс.

## У ролях
| Хуан Мінухін        | ···· | Пабло    |
| Карлос Ечеваррія    | ···· | Ніколас  |
| Хав'єр ван де Кутер | ···· | Мартін   |
| Осмар Нуньєс        | ···· | Баез     |
| Рікардо Меркін      | ···· | падре    |
| Карлос Порталуппі   | ···· | редактор |

## Визнання
| Нагороди та номінації фільму «Рік без кохання» | Нагороди та номінації фільму «Рік без кохання» | Нагороди та номінації фільму «Рік без кохання»         | Нагороди та номінації фільму «Рік без кохання» | Нагороди та номінації фільму «Рік без кохання» | Нагороди та номінації фільму «Рік без кохання» |
| Рік                                            | Кінофестиваль/кінопремія                       | Категорія/нагорода                                     | Номінант                                       | Результат                                      |                                                |
| ---------------------------------------------- | ---------------------------------------------- | ------------------------------------------------------ | ---------------------------------------------- | ---------------------------------------------- | ---------------------------------------------- |
| 2005                                           | 55-й Берлінський міжнародний кінофестиваль     | Премія «Тедді» за найкращий художній фільм             | Рік без кохання                                | Номінація                                      |                                                |
| 2005                                           | Міжнародний кінофестиваль у Чикаго             | Гран-прі Золотий Г'юго у конкурсі режисерів-дебютантів | Анахі Бернері                                  | Номінація                                      |                                                |
| 2005                                           | ЛГБТ-кінофестиваль Аутфест                     | Гран-прі журі                                          | Рік без кохання                                | Перемога                                       |                                                |
| 2005                                           | Кінофестиваль в Мар-дель-Плата                 | Приз за найкращий фільм                                | Рік без кохання                                | Номінація                                      |                                                |
| 2005                                           | Кінофестиваль в Мар-дель-Плата                 | Приз ФІПРЕССІ                                          | Рік без кохання                                | Перемога                                       |                                                |
| 2005                                           | Нью-йоркський гей-лесбійський кінофестиваль    | Приз за найкращий фільм                                | Рік без кохання                                | Перемога                                       |                                                |
| 2006                                           | Аргентинська асоціація кінокритиків            | Найкращий адаптований сценарій                         | Анахі Бернері, Пабло Перес                     | Номінація                                      |                                                |
| 2006                                           | Аргентинська асоціація кінокритиків            | Найкращий новий актор                                  | Хуан Мінухін                                   | Номінація                                      |                                                |
| 2006                                           | Аргентинська асоціація кінокритиків            | Найкращий дизайн костюмів                              | Роберта Пескі                                  | Номінація                                      |                                                |